# Richard Cabral
Richard Cabral, född 28 augusti 1984 i Los Angeles, är en amerikansk skådespelare.
Cabral har bland annat medverkat i TV-serierna American Crime (2015–2017) och Mayans M.C. (2018–2023) samt Twisted Metal från 2023.

## Filmografi (i urval)
- 2015–2017 – American Crime (TV-serie)
- 2018–2023 – Mayans M.C. (TV-serie)
- 2023 – Twisted Metal (TV-serie)